# مزرعه پاتر چخر
مزرعه پاتر چخر یک منطقهٔ مسکونی در ایران است که در دهستان بکش دو واقع شده‌است. مزرعه پاتر چخر ۲۰ نفر جمعیت دارد.